# Böyük Əmili
Böyük Əmili è un comune dell'Azerbaigian situato nel distretto di Qəbələ. Conta una popolazione di 1 128 abitanti.